# Portage County (Ohio)
Portage County ist ein County im US-Bundesstaat Ohio der Vereinigten Staaten. Der Verwaltungssitz (County Seat) ist Ravenna.

## Geographie
Das County liegt im Nordosten von Ohio und hat eine Fläche von 1313 Quadratkilometern, wovon 38 Quadratkilometer Wasserfläche sind. Es grenzt im Uhrzeigersinn an folgende Countys: Geauga County, Trumbull County, Mahoning County, Stark County, Summit County und Cuyahoga County.

## Geschichte
Portage County wurde am 10. Februar 1807 aus Teilen des Trumbull County gebildet. Benannt wurde es nach einer Strecke zwischen dem Cuyahoga River und dem Tuscarawas River, entlang der die Boote oder Kanus über Land transportiert werden (englisch: "Portage") mussten.
Im County liegt eine National Historic Landmark, die May 4, 1970, Kent State Shootings Site, die an das Kent-State-Massaker erinnert. 48 Bauwerke und Stätten des Countys sind im National Register of Historic Places eingetragen (Stand 18. Mai 2018).

## Demografische Daten

Alterspyramide des Portage County

Nach der Volkszählung im Jahr 2000 lebten im Portage County 152.061 Menschen in 56.449 Haushalten und 39.175 Familien. Die Bevölkerungsdichte betrug 119 Einwohner pro Quadratkilometer. Ethnisch betrachtet setzte sich die Bevölkerung zusammen aus 94,40 Prozent Weißen, 3,18 Prozent Afroamerikanern, 0,18 Prozent amerikanischen Ureinwohnern, 0,82 Prozent Asiaten, 0,01 Prozent Bewohnern aus dem pazifischen Inselraum und 0,22 Prozent aus anderen ethnischen Gruppen; 1,19 Prozent stammten von zwei oder mehr Ethnien ab. 0,72 Prozent der Bevölkerung waren spanischer oder lateinamerikanischer Abstammung.
Von den 56.449 Haushalten hatten 32,3 Prozent Kinder und Jugendliche unter 18 Jahre, die bei ihnen lebten. 55,6 Prozent waren verheiratete, zusammenlebende Paare, 10,1 Prozent waren allein erziehende Mütter, 30,6 Prozent waren keine Familien, 23,3 Prozent waren Singlehaushalte und in 7,4 Prozent lebten Menschen im Alter von 65 Jahren oder darüber. Die Durchschnittshaushaltsgröße betrug 2,56 und die durchschnittliche Familiengröße lag bei 3,03 Personen.
Auf das gesamte County bezogen setzte sich die Bevölkerung zusammen aus 23,7 Prozent Einwohnern unter 18 Jahren, 14,3 Prozent zwischen 18 und 24 Jahren, 28,6 Prozent zwischen 25 und 44 Jahren, 22,3 Prozent zwischen 45 und 64 Jahren und 11,0 Prozent waren 65 Jahre alt oder darüber. Das Durchschnittsalter betrug 34 Jahre. Auf 100 weibliche Personen kamen 95,4 männliche Personen. Auf 100 Frauen im Alter von 18 Jahren oder darüber kamen statistisch 92,4 Männer.
Das jährliche Durchschnittseinkommen eines Haushalts betrug 44.347 USD, das Durchschnittseinkommen der Familien betrug 52.820 USD. Männer hatten ein Durchschnittseinkommen von 37.434 USD, Frauen 26.232 USD. Das Prokopfeinkommen betrug 20.428 USD. 5,9 Prozent der Familien und 9,3 Prozent der Bevölkerung lebten unterhalb der Armutsgrenze. Davon waren 9,9 Prozent Kinder oder Jugendliche unter 18 Jahre und 5,7 Prozent waren Menschen über 65 Jahre.